# Cathédrale de Castellammare di Stabia
La cathédrale de Castellammare di Stabia, de son nom complet cocathédrale Notre-Dame-de-l'Assomption-et-Saint-Catelle est une église catholique romaine de Castellammare di Stabia, en Italie. Il s'agit d'une cocathédrale de l'archidiocèse de Sorrento-Castellammare di Stabia. Elle est consacrée à l'Assomption de la Vierge et à l'évêque saint Catelle.   

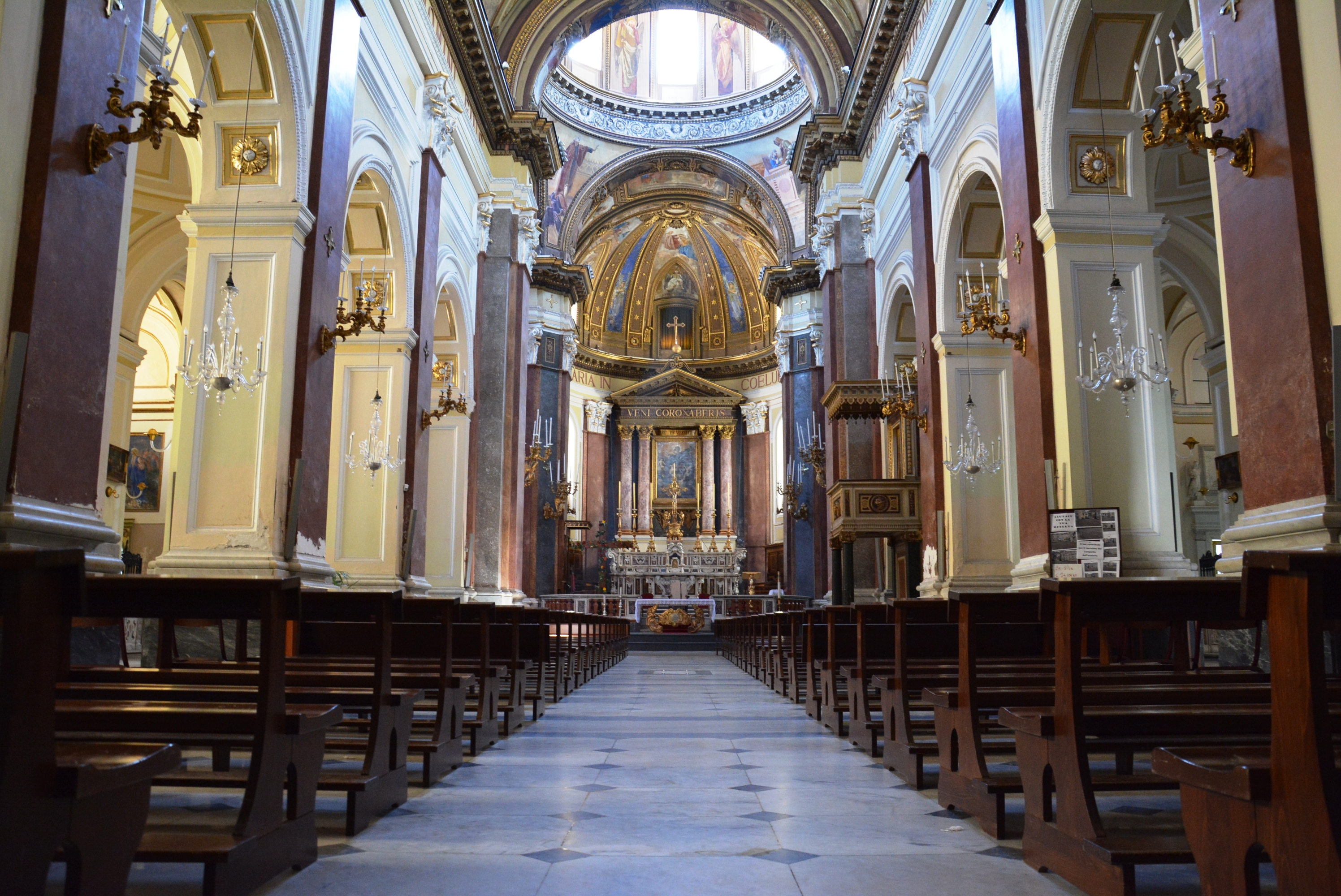
Nef centrale.
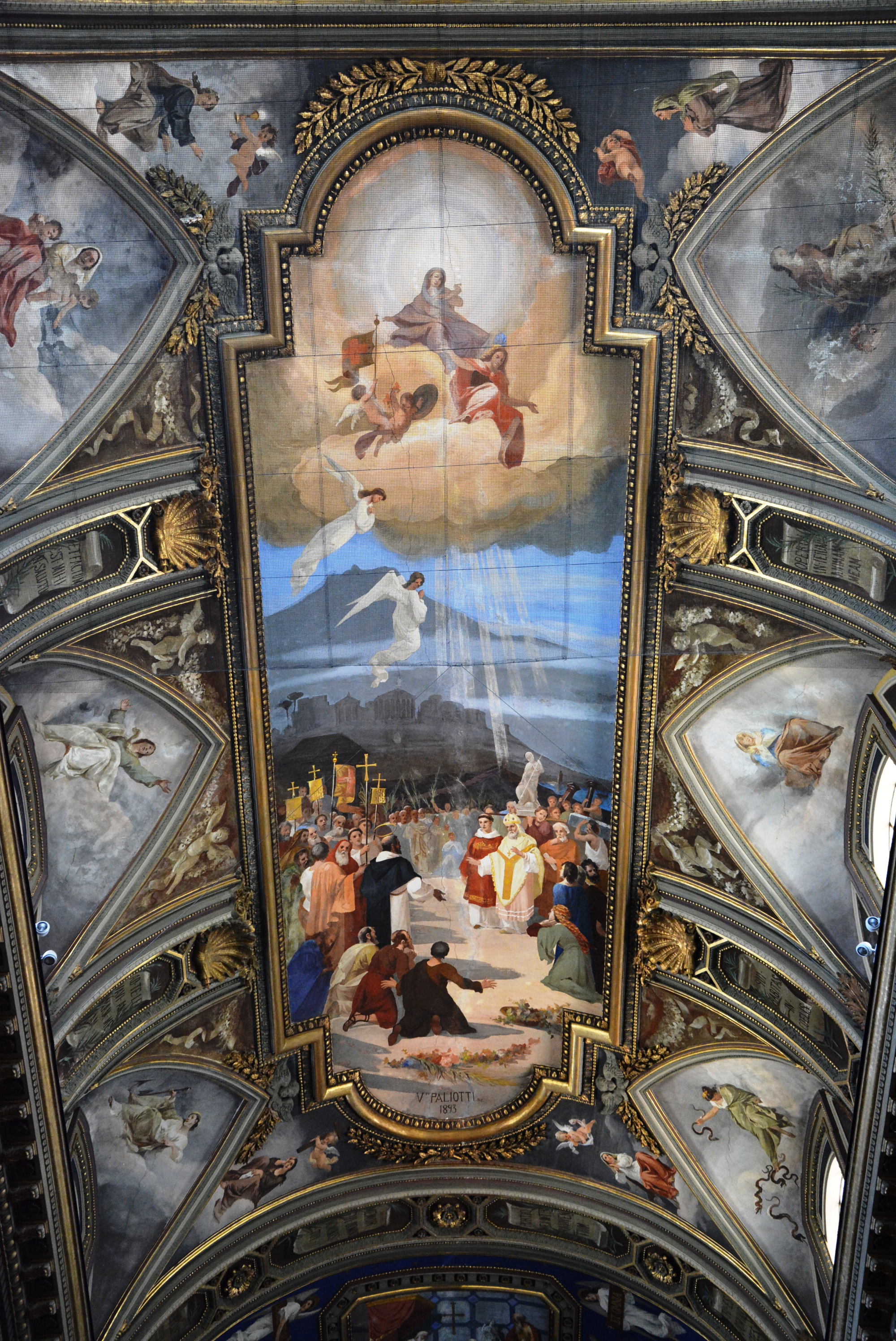
Peinture du plafond de la nef.

### Articles liés
- Liste des cathédrales d'Italie

- Archidiocèse de Sorrento-Castellammare di Stabia
- Liste des évêques de Castellammare di Stabia